# Blow-Up
Cet article concerne le film de Michelangelo Antonioni. Pour l'album d'Herbie Hancock, voir Blow-Up (album).
Pour les articles homonymes, voir Blow Up (homonymie).
Pour plus de détails, voir Fiche technique et Distribution.
Blow-Up est un film britanno-italien de Michelangelo Antonioni, sorti en 1966 et inspiré de la nouvelle Les Fils de la Vierge (Las babas del diablo) de Julio Cortázar. Mêlant mystère et réflexion sur la perception de la réalité, il est considéré comme l'une des œuvres majeures du cinéma des années 1960.
Le film se déroule dans le Londres des Swinging Sixties et suit Thomas (David Hemmings), un photographe de mode qui croit avoir capturé un meurtre sur l'une de ses photographies prises dans un parc. En agrandissant (blow-up en anglais) les clichés, il tente de résoudre le mystère, ce qui le conduit à remettre en question la nature même de la réalité et de la perception.
Blow-Up est le premier film en langue anglaise d'Antonioni et marque sa percée auprès du grand public international. Il met également en vedette Vanessa Redgrave et Sarah Miles, et présente une apparition du groupe de rock The Yardbirds. Il reçoit un accueil critique positif lors de sa sortie, remportant la Palme d'or au Festival de Cannes 1967. Il a été salué pour son style visuel novateur, son exploration des thèmes de la perception et de l'illusion, ainsi que sa représentation de la culture jeune londonienne des années 1960.
Le film a exercé une influence sur le cinéma ultérieur, notamment dans le domaine du thriller et du cinéma d'auteur. Des films comme Conversation secrète (1974) de Francis Ford Coppola et Blow Out (1981) de Brian De Palma reprennent l'idée d'un protagoniste qui croit avoir découvert un crime à travers un médium technologique. Ils peuvent être considérés a posteriori avec Blow-Up comme une « trilogie des points de vue ».

## Synopsis

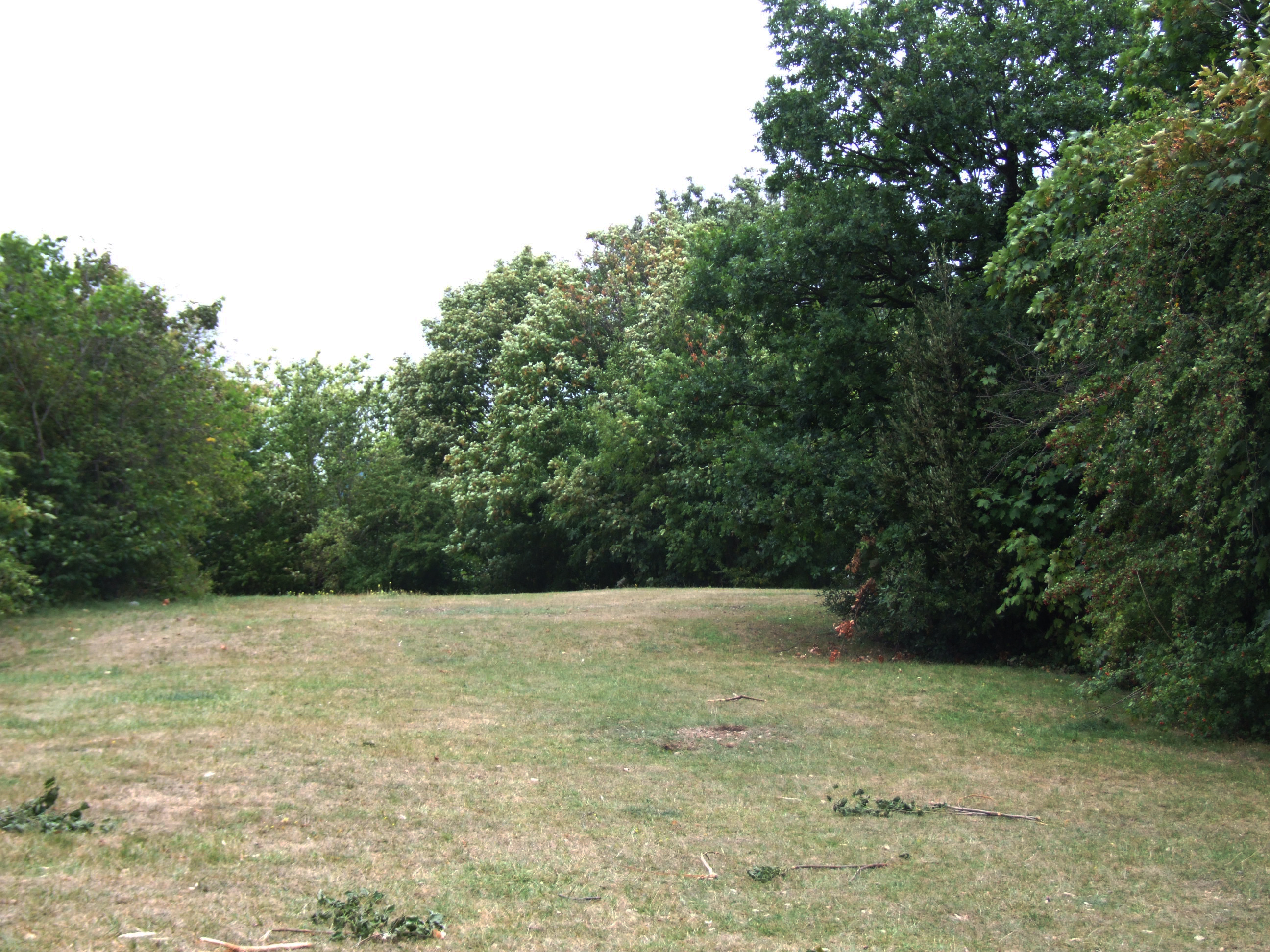
Maryon Park, le lieu du crime.

Londres dans les années 1960, les Swinging Sixties. Le jeune Thomas a connu un succès considérable en tant que photographe de mode, mais il travaille également à un livre en noir et blanc de photographies de rue aux ambitions artistiques, pour lequel il passe également une nuit dans un refuge pour sans-abri. À la recherche d'autres modèles, il prend des photos d'un couple en train de s'embrasser dans Maryon Park (en), sans demander leur permission. Après quelques minutes, la femme qui embrasse aperçoit le photographe et le chasse. Peu après, il prend à nouveau des photos de la femme quittant le parc en courant.
La femme lui rend visite le jour même et demande à récupérer les photos d'un ton remarquablement pressant. Elle dit que l'homme avec lequel elle était dans le parc est son amant et que les photos doivent donc être détruites. Pour la satisfaire, le photographe lui donne une pellicule en guise d'adieu, mais il s'agit en fait d'autres photos. Lors de l'agrandissement, le « blow-up » des photos du couple, Thomas croit reconnaître à l'écart, dans les buissons, un homme armé d'un pistolet avec un silencieux, dans la direction duquel la femme regarde. Sur des tirages de photos ultérieures, l'amant de la femme semble être allongé sous un arbre, inerte. Le photographe est déstabilisé. A-t-il photographié un meurtre ? Mais ses réflexions sont interrompues par l'arrivée de deux jeunes femmes qui veulent travailler comme mannequins. Elles s'endorment, droguées par le photographe qui finira par les agresser sexuellement.
Au milieu de la nuit, le photographe retourne dans le parc et trouve effectivement le corps d'un homme, toujours allongé sur la pelouse derrière les buissons. Lorsqu'il revient peu de temps après dans son atelier, il constate un cambriolage ; les tirages et les négatifs qui documentent le prétendu meurtre ont été volés. Seul reste, car glissé entre deux meubles, l'image agrandie du cadavre dans l'herbe. L'agrandissement est toutefois si fort qu'une personne qui n'est pas familière avec le processus ne peut guère distinguer quoi que ce soit sur le tirage, car l'image floue du cadavre se dissout pour ainsi dire dans le grain de la photo.
Le photographe souhaite mettre son agent Ron au courant afin qu'il puisse photographier le corps avec lui. En route pour une fête à laquelle Ron participe, il traverse le Londres de nuit et, devant une vitrine, aperçoit un bref instant la femme du parc. Il la poursuit, mais ne la retrouve pas. Au lieu de cela, il tombe sur un concert en boîte de nuit des Yardbirds. Alors que le groupe joue le titre Stroll On, il traverse les rangs du public, debout ou assis, comme figé. Lorsque, vers la fin du morceau, le guitariste Jeff Beck maltraite l'ampli à cause de bruits parasites, puis brise sa guitare et la jette dans le public, un mouvement violent se produit dans la foule. Le photographe s'empare du manche de la guitare et a du mal à regagner l'extérieur, où il jette le manche sur le trottoir. Peu de temps après, il retrouve finalement Ron à la fête, mais ne parvient pas à le convaincre de venir avec lui dans le parc pour photographier le corps. Il reste à la fête toute la nuit.
Le lendemain matin, le photographe retourne seul au parc, mais il arrive trop tard puisque le corps a disparu. Le photographe rentre chez lui et passe dans le parc devant un court de tennis où un groupe de jeunes gens mime un jeu de tennis bizarre dans lequel ni balle ni raquette ne sont utilisées, mais où les bruitages typiques du tennis se font entendre. Lorsque la balle imaginaire atterrit près de lui, le photographe la renvoie vers les joueurs.

## Fiche technique
- Titre original et français : Blow-Up[4]
- Réalisation : Michelangelo Antonioni
- Scénario : Michelangelo Antonioni, Tonino Guerra et Edward Bond, d'après une nouvelle de Julio Cortázar, Les Fils de la Vierge (Las babas del diablo), tiré du recueil Les Armes secrètes (Las armas secretas)
- Musique : Herbie Hancock
- Photographie : Carlo Di Palma
- Montage : Frank Clarke
- Direction artistique : Assheton Gorton
- Costumes : Jocelyn Rickards (robes)
- Production : Carlo Ponti
- Sociétés de production : Carlo Ponti cinematografica, Bridge Films
- Pays d'origine :  Royaume-Uni,  Italie[4]
- Langue originale : anglais britannique
- Format : couleur (Metrocolor) - 1,85:1
- Genre : drame et thriller
- Durée : 111 minutes
- Dates de sortie :
  - États-Unis : 18 décembre 1966 (première à New York)
  - Royaume-Uni : 16 mars 1967
  - France : 8 mai 1967 (Festival de Cannes) ; 24 mai 1967 (sortie nationale)
  - Italie : 25 septembre 1967
- Affiche : Georges Kerfyser (France)

## Distribution
- David Hemmings (V.F : Pierre Trabaud) : Thomas, le photographe
- Vanessa Redgrave : Jane, l'inconnue du parc
- Peter Bowles (V.F : Jacques Deschamps) : Ron, l'éditeur de Thomas
- Sarah Miles : Patricia
- Jane Birkin : la jeune fille blonde
- Gillian Hills : la jeune fille brune
- John Castle : Bill le peintre
- Harry Hutchinson : l'antiquaire
- Peggy Moffitt : modèle
- Veruschka : elle-même (joue son propre rôle en tant que modèle)
- Susan Brodrick (V.F : Claude Chantal) : la propriétaire du magasin d'antiquités

## Production

### Scénario et personnages
Antonioni s'inspire du photographe David Bailey pour le personnage de Thomas et de la compagne de David Bailey, le mannequin Jean Shrimpton, pour le personnage de Jane. Ces deux protagonistes ne sont jamais appelés par leurs noms dans le film, mais sont nommés ainsi dans le scénario. Antonioni aime que les personnages soient le plus anonymes possible.

### Tournage
Antonioni, bien que réalisant le film à Londres, tient à avoir toute une équipe technique italienne, ce qui engendre des frais de production considérables. Au bout du temps de tournage imparti, il s'entretient avec son producteur et ami Carlo Ponti et lui fait valoir qu'il a besoin d'une rallonge de crédit pour terminer son film ; il n'a notamment pas encore tourné la scène centrale, celle du meurtre. Commune à tous les cinéastes « à dépassement », l’habitude d'Antonioni est de ne jamais tourner au début les scènes importantes afin de faire pression sur le producteur le moment venu[réf. nécessaire]. Mais cette fois, Carlo Ponti ne cède pas. Antonioni doit donc rentrer en Italie et envisager le montage du film sans certaines des scènes essentielles à la compréhension du spectateur.
Les différentes scènes de parc sont principalement tournées au Maryon Park (en), dans le district de Charlton, au sud-est de Londres. Afin que la pelouse du parc où se promène le personnage de David Hemmings ressorte bien à l'image, Antonioni la fait recouvrir d'une couche de peinture verte,. Dans la scène du club, où Michael Palin des Monty Python fait une apparition, se produisent les Yardbirds ; Antonioni avait d'abord pensé aux Who et au Velvet Underground.
Le photographe de mode britannique John Cowan est l'auteur des photographies visibles dans le film, et le peintre britannique Ian Stephenson celui des peintures abstraites aperçues au début du film, dans le quartier de Notting Hill. La peinture abstraite visible dans le studio de Thomas est l'œuvre du peintre britannique Alan Davie. Elle aurait disparu après le tournage du film. Les agrandissements en noir et blanc des photos du meurtre dans le parc ont été réalisés par Don McCullin, célèbre photographe de guerre, qui avait accompagné Antonioni durant les repérages.

### Musique
La bande originale du film est réalisée par Herbie Hancock. De plus, une scène du film représente un concert des Yardbirds, période Jeff Beck et Jimmy Page (jouant le morceau Stroll On).

## Accueil
Le film fait scandale à sa sortie en Grande-Bretagne : c'est la première fois qu'on montre dans un film britannique des corps féminins entièrement dénudés (en l'occurrence ceux de Jane Birkin et de Gillian Hills). En Argentine, cinq minutes en sont d'ailleurs coupées par le comité de censure de la dictature. Mais, bien vite, la critique est séduite par les qualités esthétiques du film qui, sélectionné pour le festival de Cannes 1967, devient un des favoris et remporte finalement la Palme d'or.

## Analyse
Le film comporte de nombreux aspects symboliques et présente un parti pris de privilégier une représentation poétique plutôt qu'une représentation réaliste et plausible. En particulier, les agrandissements successifs d'une même image, permettant au protagoniste de voir toujours plus de détails qui n'apparaissaient pas de prime abord, et de dévoiler un secret (voir la polysémie du mot « blow up » en anglais), ne seraient pas possibles techniquement, la limite absolue de la résolution du cliché photographique étant rapidement atteinte. Cela souligne à quel point le point de vue d'un individu influe sur le sens donné à la réalité, au point de déformer considérablement ce qui est ou ce qui a été, même en présence de signes matériels en principe objectifs. Ainsi, l'ambiguïté est savamment maintenue quant au caractère réel ou imaginaire du meurtre : Thomas seul a vu — ou cru voir — le corps, et les raisons pour lesquelles cette femme exige la destruction de ses clichés pourraient être tout autres, tout comme le saccage de son studio pourrait être sans lien avec cet incident. Obnubilé par ce qu'il pense avoir vu, le personnage interprète ce que ses sens perçoivent d'une manière qui ne fait que conforter son idée préconçue, en dépit du bon sens, attribuant à chaque détail (pouvant n'être qu'un artefact) une signification en relation avec celle-ci (en vertu du phénomène de paréidolie). Ces procédés narratifs renvoient aux principes de l'existentialisme, selon lesquels les événements — et, par extension, les êtres — n'ont aucune signification en soi, aucune essence, acquérant un sens uniquement une fois contextualisés et interprétés.
Les scènes finales illustrent et renforcent ce discours sous-jacent : lors de la scène du concert, frustré par un grésillement intempestif renvoyé par son amplificateur, le célèbre guitariste Jeff Beck brise sa guitare et jette le manche dans le public (quasiment apathique l'instant d'avant), provoquant une soudaine émeute pour s'emparer de l'objet devenu une relique, investi d'une haute valeur symbolique, dans le contexte ritualisé d'un concert de rock, et par le truchement d'un fétichisme irrationnel, particulièrement prégnant s'agissant de célébrités du spectacle (lesquelles sont elles-mêmes fétichisées en raison même de leur célébrité, qu'en retour cette fétichisation contribue à amplifier démesurément, à la manière d'un Larsen, par une boucle de rétroaction incessante entre la cause et l'effet, entre le motif du désir et le désir suscité) ; le protagoniste parvient à le ramasser et s'enfuit, jusqu'à semer ses poursuivants qui cherchent de même à récupérer l'objet fétichisé ; mais une fois dans la rue, hors du contexte qui lui conférait sa valeur symbolique, l'objet perd soudain ses attributs et redevient un morceau de bois dépourvu d'utilité (c'est-à-dire : un déchet), ce que le protagoniste réalise puisque, après un bref regard, il le jette négligemment au sol et s'en va. Un homme qui vient de le voir faire, mais n'était pas présent au concert, et n'est donc pas au courant du contexte ayant, pendant un temps, conféré à cet objet un surcroît de signification l'ayant rendu hautement désirable, va ramasser le manche brisé, l'observe un bref instant puis, ne sachant qu'en faire, le jette à son tour.
Puis vient la scène finale, qui vient encore appuyer cette notion, montrant une troupe de mimes jouant au tennis avec une balle imaginaire : la balle de tennis existe bel et bien, puisqu'on en joue avec la plus grande conviction ; on crée le contexte qui crée le sens qui recrée en retour la réalité, en dépit du caractère factice de tout le dispositif. Et cette conviction sans faille exerce sur le protagoniste un effet de persuasion, littéralement, mimétique : il rentre dans le jeu, il se prend au jeu avec le plus grand sérieux (comme, dans un célèbre chapitre de L'Être et le Néant, Jean-Paul Sartre décrit méticuleusement l'attitude d'un garçon de café qui sur-joue à être garçon de café), jusqu'à entendre la balle lorsque le jeu reprend — suggérant par là que, tout au long du récit, il s'est fié moins à ce que ses sens percevaient qu'à son interprétation, comme ivre d'elle-même, de ses propres perceptions. Et le spectateur avec lui — car c'est également un méta-commentaire sur le pouvoir suggestif du cinéma.

Dans son commentaire audio, inclus au DVD publié en 2004, le critique et historien Peter Brunette explicite ces scènes :
« C'est une séquence très intéressante, et qui conduit à ce qui est je crois le sens ultime du film, particulièrement dans la mesure où elle se situe près de la fin. Ce sont les Yardbirds. Une des choses les plus remarquables à propos de cette scène est que jusqu'à ce que la furie éclate à la fin, tout le monde ici a l'air d'un zombie. Rappelez-vous que cela se passe dans le Swinging London des années 1960. Et je crois qu'Antonioni fournit ici un commentaire acéré. À nouveau, il a cette attitude d'attraction-répulsion, ce sentiment partagé à propos de tout cela. D'un côté, il est attiré par ça, et il a déclaré qu'il était attiré par la liberté sexuelle et tout ce qui s'ensuit. D'un autre côté, je crois qu'il perçoit l'envers de la prétendue libération sexuelle et se rend compte que celle-ci génère également beaucoup de difficultés. Donc, tout au long du film, lors de la fête, et dans la scène du concert des Yardbirds, on a ces gens qui semblent s'ennuyer énormément, qui n'ont pas du tout l'air de prendre du bon temps. Et bien sûr, un élément du spectacle – version primitive du punk-rock je suppose – consiste à briser leurs instruments pour les jeter au public. Et un violent affrontement a lieu pour l'obtention de ce manche de guitare. Pourtant, une fois que David Hemmings a saisi ce manche de guitare et l'a emmené au dehors, celui-ci est hors contexte, ce qui le rend dépourvu de signification, et donc dépourvu d'utilité et de valeur, si bien qu'il le jette. Le point important ici étant que la signification, et la construction que nous superposons à la réalité, est toujours fonction du groupe social. Et elle est contextuelle. Tout mot peut avoir un sens différent dans un contexte différent. C'est le contexte qui détermine la signification. C'est ce que l'on découvre ici, et ce que nous découvrons de façon très nette dans la scène de la destruction de la guitare. Il n'y a rien de plus significatif que cet objet-là à ce moment-là, parce qu'il fait partie intégrante de cet environnement, de cette mise en scène : des gens s'entretuent pour s'emparer de cet... artefact, cet artefact sacré, empli de signification ; et David Hemmings est au milieu parmi les meilleurs d'entre eux. Il gagne. Il a récupéré cet objet, cet objet intensément significatif. Pourtant, hors contexte, ce n'est qu'un manche de guitare brisé. Et pour vérifier ce principe et le corroborer encore plus puissamment, quelqu'un d'autre s'approche, le ramasse, le regarde, puis le jette à son tour. »
Dans un entretien accordé à la sortie du film, Antonioni a déclaré que ce film ne traitait pas de la relation « entre l'homme et l'homme », mais de la relation « entre l'homme et la réalité ». Anthony Quinn, dans un article du Guardian, a décrit Blow-Up comme « une œuvre sur la perception et l'ambiguïté », suggérant un lien entre certains éléments du film d'Antonioni et le fameux « film Zapruder », document amateur ayant capté l'assassinat de John Fitzgerald Kennedy en 1963 et ayant fait l'objet depuis d'innombrables analyses, pareillement obsessionnelles, décomposant la courte séquence image par image et en scrutant les moindres détails, extrapolés à l'appui de diverses thèses conspirationnistes. Selon l'auteur Thomas Beltzer, le film explore les caractéristiques « intrinsèquement aliénantes » de nos médias, la caméra nous transformant en voyeurs passifs, programmables pour éprouver des réactions prévisibles, finalement désemparés et même humainement morts ». Bosley Crowther, dans une critique pour le New York Times (publiée le 19 décembre 1966 soit le lendemain de la sortie), indique que le film explore « le sujet de l'implication personnelle et de la participation émotionnelle à un monde surexcité, accro aux médias et tellement encombré de stimulations synthétiques que les perceptions naturelles en deviennent submergées ». Le critique cinématographique Roger Ebert a décrit le film comme « un acte de conjuration hypnotique, dans lequel un personnage est brièvement éveillé de son profond sommeil d'aliénation et d'ennui, puis s'égare à nouveau ».
- Le film pose la question du droit à l'image lorsque Thomas photographie un couple dans un parc et que la femme, Jane , veut récupérer les négatifs.

« - Jane : Arrêtez, arrêtez, donnez moi ces photos tout de suite, vous n’avez pas le droit de photographier les gens.
- Thomas : Qui vous a dit ça ? Je m’excuse, c’est mon métier de faire des photos
- C’est un lieu public ce parc, tout le monde a le droit d’avoir la paix. »

## Postérité

### Influences et parodies
En réponse à Blow-Up, Francis Ford Coppola réalise Conversation secrète, sorti en 1974, où le crime est révélé cette fois-ci par l'entremise de la technique sonore. Puis en 1981, sort Blow Out de Brian De Palma, dont le dispositif apparaît comme une synthèse de ceux des deux précédents films, le dévoilement de la vérité passant par le mariage de l'image et du son. Ces trois films, un par décennie, peuvent être considérés a posteriori comme une « trilogie des points de vue ».
La scène de poses avec Veruschka est parodiée au début d'Austin Powers 2 : L'Espion qui m'a tirée.
Ce film a en outre fortement inspiré Dario Argento pour la réalisation de son giallo Les Frissons de l'angoisse dans lequel David Hemmings interprète d'ailleurs le rôle principal.
Blow-Up a également suscité la vocation de photographe pour le New-Yorkais Bruce Gilden.

### Analyse ultérieure
Cinquante ans plus tard, lors des polémiques qui suivent l'affaire Weinstein, Laure Murat redécouvre, dans ce film qu'elle croyait connaître et qu'elle admirait, le comportement du photographe, principal protagoniste, envers les femmes, qu'il invective, déshabille de force et brutalise. Elle prend comme exemple des scènes qui ne l'avaient pas choquée précédemment et cite, dans sa nouvelle analyse, Régis Michel : « L’art d’Occident ne sait parler de sexe que sur un seul mode : la violence. »,
Cette analyse a été fortement discutée, notamment dans la réponse de Thomas Clerc à l'article de Laure Murat .

## Distinctions
- Palme d'or au Festival de Cannes 1967[23]
- 1967 : NSFC Award du meilleur réalisateur
- 1968 : Ruban d'argent (Syndicat national des journalistes cinématographiques italiens) du meilleur réalisateur de film étranger
- 1968 : Prix de la critique (Syndicat français de la critique de cinéma) du meilleur film étranger

## Éditions vidéo
- zone 2 : Blow-Up, Warner Home Video, 2004  (EAN 7-321950-651351) L'édition contient en supplément un commentaire audio de Peter Brunette et l'option piste audio musicale seule.